# Veljko Milatović
Veljko Milatović, cyr. Вељко Милатовић (ur. 5 grudnia 1921 w Nikšiciu, zm. 19 października 2004 w Herceg Novi) – polityk byłej Jugosławii i Czarnogóry.
Od maja 1967 do czerwca 1969 był przewodniczącym Zgromadzenia Ludowego Czarnogóry, a od kwietnia 1974 do maja 1982 przewodniczącym Prezydium Republiki Czarnogóry (oba stanowiska oznaczały formalną głowę republiki, wchodzącej w skład byłej Jugosławii).